# 24 Ophiuchi
24 Ophiuchi è un sistema stellare situato nella costellazione dell'Ofiuco; si tratta probabilmente di una binaria spettroscopica, la cui componente principale è una stella bianca di sequenza principale, variabile, con classe spettrale A0V, distante 363 anni luce da noi, di magnitudine apparente 5,57.

## Scoperta
Fu scoperta da John Flamsteed il 3 giugno 1711 a 11h11m37s, e declinazione di -22°46'45" e confrontando la sua distanza zenitale con quella di altre stelle osservate lo stesso giorno, si è rilevato che allora fu commesso un errore di circa 23' in declinazione, tuttora corretto nei moderni cataloghi.

## Dati fisici
La stella è una stella bianca di sequenza principale di classe A0V. Si tratta in realtà di una stella binaria, le componenti sono molto vicine e in poco più di un secolo la separazione tra le due componenti è variata da 0,4 a 1 secondo d'arco

## Occultazioni
Per la sua posizione prossima all'eclittica, è talvolta soggetta ad occultazioni da parte della Luna e, più raramente, dei pianeti, generalmente quelli interni.
L'ultima occultazione lunare si è verificata il 16 febbraio 2012.